# Hjallerup Marked
Hjallerup Marked er et hestemarked, afholdt siden 1744. 
Markedet blev i 1744 lagt i hænderne på en kromand i Hjallerup, der helt frem til 1965 havde ret og pligt til at holde marked. Siden 1966 har Hjallerup Marked været folkeeje, idet byens borgere gennem Hjallerup Samvirke og senere Hjallerup Markedsforening har stået for markedets gennemførelse.

## Markedets historie
Den første markedsplads var placeret syd for Hjallerup ved Hedekroen, der i dag er en ejendom ved navn Frederikshvile. Hedekroen blev bygget på initiativ af Jacob Sewerin, der boede på Dronninglund Slot. Sewerin bortfæstede den til Peder Justesen fra Vodskov for livstid. Peder Justesen havde kroen i 60 år, og han døde i 1805, 92 år gammel. Hjallerup Kro var i Frederikshvile fra 1744-1858 og dermed også markedet. Den 21. maj 1744 beordrede stiftamtmanden, at det marked, som hidtil var holdt den 12. juni norden for Gammeldal, og kræmmermarkedet, som hidtil var holdt sammesteds mandag før Sct. Hansdag, herefter skulle holdes på Hedekroens arealer. Sewerin havde et københavnsk handelskompagni med handel i Finnmarken, Island og Grønland. Handelskompagniet befandt sig i Hals.
Frederik 7. overnattede som kronprins på stedet i 1843, heraf navnet "Frederikshvile". Ved etableringen af den nye hovedvej Aalborg – Frederikshavn, flyttede kroen og markedet i 1858 ind i Hjallerup by. Der var brugbare vejforbindelser og rigeligt jord til markedets afholdelse.
Med omkring 20.000 heste siges det, at Hjallerup Marked i 1930-50 nåede sit højdepunkt. Men så vendte billedet med traktorens fremmarch. Interessen for arbejdsheste faldt og kromand Nørgaard Jacobsen søgte om tilladelse til at sælge markedspladsen som byggegrunde.
Efterfølgende foreslog byens læge (Halvor Heuch) at udleje kroens markedsplads for 2 år, så Hjallerups borgere selv kunne drive Hjallerup Marked videre. Gennem et øget samarbejde med byens, på det tidspunkt, 1200 borgere, fik han ideen til Hjallerup Samvirke – en paraplyorganisation som alle byens foreninger og organisationer står bag.
I 2020 blev markedet aflyst for første gang nogensinde, som følge af den verdensomspændende coronapandemi.

## Hjallerup Samvirke
Denne organisation har siden – med visse undtagelser (f.eks Hjallerup Markedsforening) – styret Hjallerup Marked, hvis overskud anvendes til almennyttige formål. Fra et overskud på 17.000 kroner det første år (1966), voksede markedet siden støt. Efter to år ved kroen flyttede man markedspladsen til et lejet areal ved Østergade, hvor der nu er fodboldbaner, og i 1972 flyttede man markedet til den nuværende markedsplads ved Markedsgården i Algade, hvor man købte Søndergård og videresolgte bygningerne. Markedspladsens areal er siden udvidet flere gange.
Gennem årene er markedspladsen udbygget til sit formål med indlagt el, vand, kloak og endda pipeline til ølforsyning. Der har været lavet friluftsscene og en stor lagerhal.
Den fortsatte store opbakning fra borgerne skyldes en stor interesse for frivilligt arbejde samt et godt økonomisk afkast til gavn for foreningslivet. Derfor har Hjallerup Marked ikke blot en lang og traditionsrig historie bag sig, men også et solidt grundlag for eksistens fremover.

## Galleri
- Heste på Hjallerup Marked
Juni 2007
- Handel på Hjallerup Marked
Juni 2007